# Вольфганг Кюглер
Вольфганг Кюглер (нім. Wolfgang Kügler; пом. 2 грудня 1959, Франкфурт-на-Майні, ФРГ) — унтерштурмфюрер СС, командир загону айнзацкоманди 2 підрозділу айнзацгрупи А, військовий злочинець.

## Життєпис
Під час операції «Барбаросса» режим нацистської Німеччини масово винищував певні верстви населення, зокрема ромів, євреїв, комуністів і психічно хворих людей. Масові вбивства мали здійснюватися чотирма оперативними групами, відомими як айнзацгрупи (A, B, C, D). Відповідальними за такі операції для країн Балтії, зокрема Латвії, була айнзацгрупа А, персонал для якої в своїй більшості надавала таємна поліція, більш відома як СД. Коли лінія фронту просунулася далі на схід, подалі від окупованої Латвії, айнзацгрупа А покинула країну, а її функції перебрала на себе резидентська СД.

### Діяльність в Латвії
Кюглер прибув до Лієпаї 10 або 11 липня 1941 року, щоб перебрати командування місцевою резидентурою СД. Відтоді і до квітня 1943 року він відповідав за масові вбивства в Лієпаї та її околицях. Відповідно до практики СД, накази про вбивства не видавалися в письмовій формі, а віддавалися лише усно. Кожні два тижні Кюглер їздив до Риги для отримання інструкцій. Кюглер особисто керував щонайменше одним масовим розстрілом.
У грудні 1941 року СД міста Лієпаї разом з місцевими колаборантами стратила приблизно 2700 євреїв на пляжі в Шкеде. Вбивства були задокументовані, зокрема зроблено багато фотографій, які згодом стали одними з найвідоміших зображень Голокосту в Латвії. Питання про те, чи був Кюглер насправді присутнім під час різанини, є предметом суперечок. На післявоєнних судових процесах кілька свідків з німецької СД заявляли, що Кюглер був у відпустці, тоді як багато латиських свідків стверджували, що Кюглер був присутній на розстрілах в Шкеде.
У квітні 1943 року Кюглера замінив оберштурмбанфюрер СС Курт Юргшайт. Згідно з післявоєнним судовим процесом у Німеччині, підставою для його усунення стала крадіжка майна, яке колись належало вбитим ним євреям. Його також підозрювали у надто дружніх стосунках з латишами, зокрема з його коханкою та перекладачкою пані Кронбергс. 

### Після війни
Після війни Кюглер був засуджений до 8 місяців ув'язнення та штрафу, а 1959 року повторно заарештований і звинувачений у масових вбивствах пляжі в Шкеде. Після повторного арешту Кюглер наклав на себе руки, вистрибнувши з вікна в'язниці у Франкфурті-на-Майні 2 грудня 1959 року.